# Heinz Ruland
Heinz Ruland (geboren 26. März 1893 in Satzvey; gestorben März 1974 in Köln) war ein deutscher Grafiker.

## Leben und Ausbildung
Heinz Ruland wuchs in Mülheim/Rhein (heute zu Köln gehörend) auf und absolvierte eine Ausbildung zum Grafiker. Als solcher machte er sich in den 1920er und 1930er Jahren in Köln einen Namen. Im Umfeld der „Kölner Progressiven Künstler“ gestaltete er zur Karnevalszeit deren Säle für die „Lumpen- und Scheunenbälle“, lieferte aber auch Entwürfe für die Wagen des Kölner Rosenmontagszugs.